# رونسيسباييس
لبلدية رونسيسفاييس الكولومبية التي تحمل نفس الاسم في إدارة توليما، يُرجى مراجعة: راييس (كولومبيا).
رونسيسفاييس (واسمها الرسمي أيضًا بلغة الباسك: أورياغا) هي بلدة وبلدية إسبانية تابعة للجماعة المستقلة نافارا، تقع في ميرينداد سانغويثا، ضمن منطقة أونياميندي، على بُعد 47.7 كيلومتر من عاصمة الإقليم بامبلونا، وعلى نحو 25 كيلومتر من سان خوان دي بييه دي بويرتو، بالقرب من الحدود الطبيعية مع فرنسا في الطرف الغربي من سلسلة جبال البرانس. بلغ عدد سكانها في عام 2019 نحو 22 نسمة: 12 رجلًا و10 نساء (حسب المعهد الوطني للإحصاء الإسباني).

## الجغرافيا
ممر إيبانييتا (رونسيسفاييس) كان يُعرف قديمًا باسم ممر إيبانييتا المحوري (1066 مترًا)، وهو ممر طبيعي استُخدم منذ عصور ما قبل التاريخ للدخول إلى شبه الجزيرة الإيبيرية. أعلى نقطة في البلدية هي قمة جبل أورثانثورييتا، بارتفاع 1567 مترًا فوق مستوى سطح البحر.
البيوت والمؤسسات الدينية ومرافق خدمة الحجاج السائرين إلى سانتياغو توجد في قرية رونسيسفاييس، الواقعة عند سفح إيبانييتا، حيث تبدأ السهول الشهيرة التي وضعت فيها أغاني الملاحم معركة الفرنجة. رونسيسفاييس، مونسيسفع مرور الزمن، لا تزال نقطة أساسية لحجاج طريق سانتياغو. من خلال إيبانييتا ورونسيسفاييس يدخل ما يُعرف بطريق "الفرنسي"، وهو نفس الطريق الذي سلكه إيميريك بيكو في القرن الثاني عشر، ويتقاطع هذا الطريق في بلدة أوبانوس، القريبة من بونتي لا رينا، مع الطريق الآخر القادم من سومبورت في ويسكا، في جبال البرانس أيضًا، والمعروف باسم "الطريق الأراغوني"
تقع بلدية رونثسفاييس شمالًا، عند مرتفع إيباينيتا، على حدود بلدية فالكارلوس، وهي بلدية نافارية تقع خلف جبال البرينيه، وجنوبًا تحدّها بلدية بورغيت، التي كانت أول تجمّع سكاني في المنطقة، وكانت تُعرف آنذاك باسم "بورغو دي رونثسفاييس". أما شرقًا، فتحدّها بلدية أوربايثيتا.

## الديموغرافيا
رونثسفاييس يبلغ عدد سكانها 21 نسمة وفقًا للمعهد الوطني للإحصاء (INE) لسنة 2024.
| أورياغا / رونسيسفاييس |
| بلدية وبلدة إسبانية |
| |
| |
| |
| البلد إسبانيا • الجماعة المستقلة نافارا • المقاطعة نافارا • ميرينداد سانغويثا • المنطقة أونياميندي • الدائرة القضائية أويث |
| الموقع: 43°00′31″ شمالًا، 1°19′07″ غربًا • الارتفاع: 944 متر (الحد الأدنى: 910، الحد الأقصى: 1564)                           |
| المساحة: 15.1 كيلومتر مربع                                                                                                 |
| عدد السكان: 21 نسمة (سنة 2024) • الكثافة السكانية: 1.39 نسمة لكل كيلومتر مربع                                              |
| اسم السكان: orreagatarra                                                                                                   |
| اللغة السائدة: المنطقة الناطقة بالباسكية الرمز البريدي: 31650                                                              |
| مفتاح الهاتف: 948 العمدة (منذ 2007، وأُعيد انتخابه في 2023): لويس إتشيبيريا إتشابارين (التجمع المستقل رونسيسفاييس-أورياغا)  |

## النقل والاتصالات
ترتبط رونثسفاييس عبر الطرق بخدمة حافلات تنطلق من بامبلونا وتعود إليها، وكذلك من وإلى بلدات أخرى في منطقة نافارا. بالإضافة إلى ذلك، تتوفر خدمات سيارات الأجرة من عدة بلدات مجاورة.

## الاسم الجغرافي (Toponimia)
الأسماء الجغرافية اللاتينية والرومانسية، التي استُخدمت منذ العصور الوسطى للإشارة إلى هذا الموقع في جبال البرينيه، كثيرة ومتنوعة، لكن يجب اعتبار بعضها غير دقيق جزئيًا بسبب تفسيرات خاطئة من قبل النساخ وأخطاء وقع فيها أشخاص بعيدون جدًا عن نافارا وكتابات أُخذت من مصادر خاطئة أخرى ومحاولات لتصحيح ما كان يُعتقد أنه مكتوب بشكل غير صحيح ودون حصر كل الأسماء، إليك بعضًا من أكثرها شيوعًا:
| رونثسفاييس Roncesvalles | رونثسفاييس Roncesvalles | - مرتفع إيباينيتا Alto Ibañeta | - مرتفع إيباينيتا Alto Ibañeta | Alto de مرتفع فالكارلوس |
| --- | --- | --- | --- | --- |
| - «Errozabal»إيروثابال - «Roncidevallibus»رونثيذيباليبوس - «Roncisdevalles»رونثيسديفاييس - «Roncisdevallis»رونثيسديفاليس - «Roncisvalle» رونثيسفايي - «Roncisvallis» رونثيسفاييس - «Roncisvals» رونثيسفاليس - «Ronsasvals» رونساسفالس - «Ronzalsvals» رونثالزفالس - «Roscidavallis» روسثيدافاييس - «Rozavalles» روزافاييس - «Runcevallis» رونسيفاليس - «Runciavallis» رونثيابلِّس - «Runciavalle» رونثيابيّي - «Runzasvals» رونساسفالس - «Rainchevaux» رانشفو - «Rencelvals» رينثيلفالس | - «Rencesvals»رينسيسفالس - «Renceval» رينسيفال - «Renchevax» رينشفاكس - «Rescesval» ريسسيسفال - «Roncallis» رونكاليس - «Ronças» رونساس - «Ronçasvals»رونساسفالس - «Roncavallis» رونكافاييس - «Roncavalls» رونكافالس - «Roncavallus» رونكافالوس - «Roncesvalls» رونسيسفالس - «Roncevall» رونسيفال - «Roncevallis» رونثيسفالس - «Roncesvalhes»رونسيسفالييس - «Roncevax» رونسيفاكس - «Roncevaux» رونسيفو | - «Pyrenei jugo» سلسلة جبال البرينيه - «Pyrenei saltus summitate» قمة ممر جبال البرينيه - «Summi Portus» الممر الأعلى - «Vert WaPyrenei sconumex» قمة البرينيه في بلاد الباسك - «Vertice montis qui dicitur Ronsasvals» قمة الجبل المسمى رونساسفالس - «Summi montis verticae» قمة الجبل الأعلى - «qui dicitur Ronsasvals» الذي يُسمى رونساسفالس - «Montis qui dicitur Runciavallis» الجبل الذي يُدعى رونثيابلِّس - «Capella Caroli» كنيسة كارلوس (أي شارلمان) - «Capella ىRotolndia» كنيسة رولاند | - «Hospital Rollandi» مستشفى رولاند - «Hospitale Rotolandi» مستشفى رولاند - «Hospital de Summo Portu» مستشفى الممر الأعلى - «Hospital Sant Salvador de Summi Port» مستشفى القديس المُخلّص في الممر الأعلى - «Monasterium Sant Salvador de Ybenieta» دير القديس المُخلّص في إيباينيتا - «Monasterium Sanctus Salvator» دير القديس المُخلّص - «Hospitale de Sancti Salvatoris» مستشفى القديس المُخلّص - «San Salvador de Ibañeta» القديس المُخلّص في إيباينيتا - «Ecclesia Sancti Salvatoris». كنيسة القديس المُخلّص | - «Portus Cisere» ممر سيزيرا (باللاتينية) - «Puerto de Císera» ممر سيسيرا(بالإسبانية القديمة) - «Portus Ciséreos» الممر السيزيري (صيغة لاتينية أخرى) - «Porz de Sizer» بورز دي سيزر (بالفرنسية القديمة أو لهجة محلية) |
| | | أثار هذا المكان العديد من الإشارات، لكنها كانت غير دقيقة في أغلبها بسبب الطابع الأسطوري الذي ارتبط بهذا الموقع المميز. | أثار هذا المكان العديد من الإشارات، لكنها كانت غير دقيقة في أغلبها بسبب الطابع الأسطوري الذي ارتبط بهذا الموقع المميز. | هذا الاسم الجغرافي لا يجب الخلط بينه وبين "ممر سيز" (Port de Cize) الذي أشار إليه "بيكو"، والذي يرتبط بالمعبر الروماني عبر القمم. أما "فالكارلوس" بالمعنى الدقيق، فهو مشتق من: - Vallis Caroli (وادي كارلوس باللاتينية) - Karlestal (وادي كارل بالألمانية) وهو يشير إلى المنطقة الواقعة بين الحدود الدولية في "أرنيغي" والممر المعروف باسم "موكوساليا"، حيث تقول الرواية التقليدية إن شارلمان كان قد نصب معسكره، بينما كان الباسكيون يهاجمون مؤخرة جيشه ويُفنونها. |

## الاقتصاد
اقتصاد بلدة رونثسفاييس يعتمد على العائدات الناتجة عن أراضي البلدية، خصوصًا من استغلال الغابات وبعض الأنشطة الزراعية والرعوية الموجودة داخل المنطقة والأنشطة السياحية والفندقية، وهي المصدر الرئيسي للدخل
الاقتصاد المحلي حاليًا موجَّه بشكل رئيسي لخدمة الحجاج والسياح، بسبب كون رونثسفاييس تُعد تقليديًا أول مرحلة للحجاج داخل إسبانيا على طريق سانتياغو.
رغم قلة عدد سكانها، توفر بلدة رونثسفاييس مجموعة ملحوظة من أماكن الإقامة: فندق ومبنى شقق سياحية ونزلان ونُزُل للحجاج يتبع للكنيسة الجماعية (الكلّيّة) والبلدة تضم أيضًا: مكتبًا للسياحة ومتحفًا ومكتبًا مخصصًا للحجاج والفندق والنُزُلات تضم كذلك بارًا ومطعمًا.
مع ذلك، فإن صيانة المجمع التاريخي والفني تتجاوز إمكانيات البلدية، وتحتاج إلى تمويل من الهيئات الرسمية.

## الإدارة والسياسة
| لويس إتشيفيريا إتشافارين |

| تجمّع ناخبي رونثسفاييس (AER) |

| لويس إتشيفيريا إتشافارين |

| تجمّع المستقلين في رونثسفاييس (AIR) |

| لويس إتشيفيريا إتشافارين |

| مستقلو أوررياغا / رونثسفاييس (OIR) |

## التاريخ
كانت رونثسفاييس دائمًا شاهدًا، وإن لم تكن فاعلًا مباشرًا، على حركة البشر بين شبه الجزيرة الإيبيرية وبقية أوروبا.
في القرن الثامن، عندما جاءت الجيوش الإسلامية من شمال أفريقيا، حاولت التقدّم نحو داخل القارة الأوروبية، حتى تم إيقافها في معركة بواتييه عام 732.

### فترة الحكم الروماني
كطريق عبور، تُعرف بأنها تتطابق مع محطة "Summo Pyreneo" (إيباينيتا)، المذكورة في دليل الطريق الروماني "Itinerario Antonino A-34 Ab Asturica Burdigalam"، حيث كانت تُجمع المسارات التي أعدها الموظفون الرومانيون كأدلة للمسافرين. نفس الطريق الروماني استُخدم كمسار دخول لكل من الكلت (في الحقبة السابقة للرومان)، والوندال (عام 409)، والقوط الغربيين (في القرنين الخامس والسادس)، الذين استقروا في البداية في شبه الجزيرة.
لذلك، منذ القرن الرابع، بدأ التركيز على هذه الطريق التي تربط غاليا (فرنسا) بـهسبانيا (إسبانيا)، فتم تحصين لابوردوم و بومبيلو . في القرن الخامس، استمرت حماية ممرات جبال البرينيه قرابة ثلاث سنوات على يد "أخوين شابين، نبيلين وأثرياء"، هما ديديمو وفيرينيانو. قاما بتجنيد قوات من خدمهم ومن كانوا تحت رعايتهم، ونشروها في ممرات الجبال، وتكفلا بإطعامها من أموالهم الخاصة.في منتصف القرن نفسه، ظهرت أنباء عن قطاع الطرق الباغوديين (bagaudas)، وفي نهاية القرن، عبر الملك القوطي يوريكو جبال البرينيه وبدأ في احتلال تارّاقونينسيس، وأرسل غاوتيريكو عبر بامبلونا ليستولي على سرقسطة.

## شارلمان: بداية الأسطورة
المقالة الرئيسية: معركة رونسسفاييس
لكن الحادثة الأكثر شهرة المرتبطة بالمكان وصلت مع الفرنجة بقيادة شارلمان خلال القرن الثامن. شارلمان، بعد أن هُزم في سرقسطة، قرر، في طريق عودته إلى مملكته، تدمير عاصمة الباسكون، بنبلونة. وفي طريق العودة، في جبال البرانس، بين ممر إيبانييتا ومنخفض فالكارلوس، تعرض لكمين قوي من مجموعات من السكان الأصليين الباسكون، الذين تمكنوا بسهولة من إحداث انهيار عام عبر رمي الحجارة والرماح. أنشودة رولان، التي كُتبت في مكان ما من فرنسا نحو نهاية القرن الحادي عشر، وضعت الكارثة في السهل، بين رونسيسفاييس وقرية بورغيتّي، ولم يعد المهاجمون باسكونًا، بل سراسنة، الذين في الحقيقة لم يوسّعوا أبدًا سيطرتهم إلى هذا الحد شمالًا.

## يولد مملكة برانسية: مملكة بنبلونة
المقالات الرئيسية: معركة رونسسفاييس الثانية ومملكة بنبلونة.
بعد فشل حملة شارلمان على سرقسطة، شهد الوضع السياسي والاجتماعي على جانبي جبال البرانس تغييرات كبيرة. من جهة، أنشأ شارلمان مملكة آكيتانيا سنة 781 بهدف تهدئة الغاسكونيين والأكيتانيين بعد معركة رونسسفاييس. ومن الجهة الجنوبية لجبال البرانس، سعى عبد الرحمن الأول إلى تأمين الحدود. كان الحسين قد استتب له الأمر في سرقسطة، وبصفته واليًا جديدًا، خضع لسلطة الأمير الأموي في قرطبة، الذي استغل الوضع وشن حملة على أراضي الفرنجة والباسكيين وعلى الملوك الذين كانوا وراءهم، فعاد منها بالغنائم والأسرى. وهكذا، في عام 781-782، "تم تأمين الحدود، وخضع المسيحيون في الجبال مجددًا لدفع الجزية للأمير الأموي في قرطبة، مع احتفاظهم مع ذلك بتنظيمهم الذاتي وخصوصيتهم".
كما يؤكد المؤرخ خوسيه ماريّا لاكاررا، "كانت النتائج الأهم لمعركة رونسسفاييس هي: فتح جبال البرانس الشرقية أمام التقدم الكارولنجي، وتأكيد سلطة الأمير (الأموي) في الجهة الغربية."تحتفظ بامبلونا بـ"أهمية محورية لمن يريد السيطرة على ممر جبال البرانس والحفاظ على الهيمنة السياسية على المنطقة"، وتتجاوز حدودها لتؤدي دورًا رئيسيًا في بناء الفضاء السياسي الجديد. موقعها الاستراتيجي يستدعي "الحصول على رضا سكان الريف في الحوض (الذي تقع فيه المدينة)، وأولئك الذين يسيطرون على الممرات أو المنافذ، سواء من الشمال (رونسسفاييس)، أو من الجنوب أو الغرب." في هذا السياق، يؤدي الضغط الإسلامي من الجنوب إلى "تركيز الدفاعات في الممرات الأكثر سهولة وعبورًا، وهناك يتشكل تجمع بشري مهيأ للدفاع." تذكر المصادر العربية عدة عائلات من بين هذه المجموعات السكانية التي تسكن هذا الإقليم "الذي سيتحول إلى مملكة"، ومن أبرزها عائلة إينيغو. أما المصادر الفرنجية، فتتحدث عن سكان بامبلونا والنفاريين، "مع أن هذا الاسم الأخير كان يُستخدم على الأرجح للإشارة إلى جميع سكان المنطقة الوسطى من نافارا الحالية."

## على الحدود البيرينيّة: لقاءات وخلافات
المقالات الرئيسية: الحرب ضد الاتفاقية ومعركة رونيسفاييس (1813).
لكن هذا المكان كان مسرحًا لوقائع أخرى بعيدة عن الطابع البطولي أو الروحي. خلال العصور الوسطى، وبينما كانت أرض الباسك تحت سلطة الملكية النافارية، كان مكانًا لحركة تجارية نشطة، خاصة كممر للبضائع النافارية نحو ميناء بايون. وقد حاصر هذه المدينة الواقعة في لابورد سنة 1130 ملكُ بنبلونة وأراغون، ألفونسو الأول المقاتل، الذي حشد "قوات من جميع أنحاء المملكة"، بل وطلب التزام جميع تابعيه الذين كانوا في الوقت نفسه أسيادًا على السفوح الشمالية لجبال البيريني.
بينما كان لا يزال وريثًا للعرش، شارك سانشو القوي، حليف ريتشارد الأول ملك إنجلترا، في الدفاع عن بايون ضد حصار القوات الفرنسية. أدى ذلك إلى أن يعرض مجلس مدينة لابورد في عام 1204 ميناءه ليكون منفذًا لتصدير البضائع النافارية بعد الصعوبات التي واجهوها إثر خسارة الأراضي التابعة لغيبوثكوا (1200). هذا التغيير زاد من أهمية هذا المعبر في جبال البرينيه. ومع وصول السلالات الفرنسية إلى العرش النافاري، تعززت أهمية هذا المكان، خاصة عندما سعى ثيوبالدو الثاني، المتحالف مع لويس التاسع ملك فرنسا، للحصول على الدعم من المنطقة لمطالبه في الأراضي الغاسكونية الخاضعة للحكم الإنجليزي. أما مع كارلوس الثاني، الذي دخل في نزاعات مستمرة مع ملك فرنسا المتحالف مع ملك قشتالة، فكان يحتاج أيضًا إلى هذا الطريق للوصول إلى بايون من أجل إرسال قواته نحو أملاكه في نورماندي. ومن أبرز من شارك في هذه المهمة، فرناندو دي أيانث، "عسكري محنك في خدمة كارلوس الثاني المحارب (...) شارك في إنقاذ الملك عندما كان أسيرًا لدى ملك فرنسا في أرليو (1357). فرناندو دي أيانث ورفاقه، متنكرين في هيئة عمّال فحم، تمكنوا من دخول القلعة وتحرير الملك". جثمانه يرقد في دير رونيسفاييس.
لكن موقعها على الحدود في جبال البرينيه اكتسب أهمية أكبر بعد احتلال نافارا عام 1512، ما جعل رونثسفاييس مركزًا للصراعات المسلحة بين الدول الحديثة الناشئة، فرنسا وإسبانيا.أعنف هذه الصراعات خلّف دمارًا كبيرًا، مثل الحريق الذي اندلع عام 1724، والحرب ضد الجمهورية الفرنسية التي عُرفت بحرب الاتفاقية، والتي أجبرت سكان المنطقة على إخلائها لأربع سنوات. خلال هذه الفترة، انتقل المجلس الكنسي إلى فيلافا أولًا، ثم إلى كوريا بعد ذلك. أحدث المعارك وقعت في سياق حرب الاستقلال الإسبانية، حيث دارت معركة جديدة في رونثسفاييس عام 1813.
لم تنتهِ الصعوبات عند هذا الحد. فقد روى المؤرخ خوسيه غوني غاثتامبيدي في مجلة "بريغون" عام 1967 حادثة غريبة حصلت في 25 يناير 1869، حين حاولوا نقل مكتبة الكاتدرائية إلى بامبلونا. المحاولة فشلت، لكنها تكررت في 1871 ونجحت. نُقلت الكتب إلى معهد التعليم الثانوي في بامبلونا، لكن صدر أمر وزاري في 23 يناير 1875 بإعادتها. في تلك الفترة، كان هيلاريو سارا سا هو عمدة رونثسفاييس.
كما شهدت رونثسفاييس مرور المطالب بالعرش الكارلي كارلوس السابع في أواخر الحرب الكارلية الثالثة، في نهاية فبراير 1876، أثناء توجهه إلى المنفى، بعد أن بات في مدينة بورغيتي في منزل "شيكي-بوليت" ليلة 26 إلى 27 فبراير.خلال تلك الفترة، منذ 22 أبريل 1873 وحتى نهاية مايو 1876، اضطر مجلس كاتدرائية رونثسفاييس مرة أخرى إلى اللجوء إلى بامبلونا.

## الثقافة
التراث
المعالم الدينية
مستشفى الحجاج
المقال الرئيسي: مستشفى الرحمة (رونثسفاييس)
تأسس المستشفى على يد أسقف بنبلونة سانتشو دي لارروسا، بمساعدة ملك أراغون وبنبلونة ألفونسو سانتشيث (المعروف باسم ألفونسو الأول المحارب)، مواصلاً بذلك تقليد والده الملك سانتشو راميريث، الأول لأراغون والخامس لبنبلونة، وأخيه غير الشقيق بيدرو الأول ملك أراغون وبنبلونة، في دعم وحماية طريق القديس بالتعاون مع بعض النبلاء. منذ البداية، وضعه الباباوات تحت حمايتهم. ومنذ تأسيسه، كان يديره مجلس من رهبان نظام القديس أغسطينوس. في عام 1984 أصبح تابعًا لأبرشية بنبلونة. لا يزال الرئيس يحمل اللقب القروسطي "رئيس دير كولونيا العظيم". يحمل أحد الرهبان لقب "القيّم على المستشفى". في القرن السابع عشر، كانت توزّع 25,000 حصة سنويًا على الحجاج.
المستشفى القائم حالياً صمّمه المعماري خوسيه بوديث عام 1792. شُيّد بين عامي 1802 و1807 وفقاً لمعايير العمارة الكلاسيكية الجديدة.يتكوّن من مبنى أفقي كبير من ثلاث طوابق تطل على الفناء وأربعة طوابق من الجهة الشرقية وفتحاته عبارة عن نوافذ مربعة الشكل والمدخل عبارة عن بوابة بقوس نصف دائري وتحيط به أعمدة مسطحة (بيلاسترات) ويتوّجه إفريز وتاج مثلث الشكل.
المستشفى القائم حالياً صمّمه المعماري خوسيه بوديث سنة 1792، وتم بناؤه بين عامي 1802 و1807 وفق معايير العمارة الكلاسيكية الجديدة.يتكوّن من مبنى أفقي كبير بثلاثة طوابق تطل على الفناء، وأربعة طوابق من الجهة الشرقية، مع نوافذ مربعة الشكل. يُدخل إليه من بوابة ذات قوس نصف دائري، محاطة بأعمدة مسطحة، إفريز، وتاج مثلث الشكل.

## كنيسة سانكتي سبيريتوس
المقال الرئيسي: كنيسة سانكتي سبيريتوس (رونيسفاييس)
تُعرف أيضًا باسم "مخزن شارلمان" لافتراض أن أصلها يعود إلى دفن المقاتلين الفرنجة الذين سقطوا عام 778، وهو أمر غير مستبعد. تعود إلى القرن الثاني عشر، ولذلك تُعد أقدم مبنى في رونثيسفاييس.
تُعتبر كنيسة سانكتي سبيريتوس معبدًا جنائزيًا، لكنها لم تكن مكان دفن دائم في العصور الوسطى. كانت تُقام فيها الصلوات على أرواح الحجاج المتوفين في المستشفى، والذين كانوا يُدفنون في مكان آخر، وبعد مرور فترة، تُنقل رفاتهم إلى عظامية تحت الكنيسة المنفصلة.

### كنيسة سانتياغو أو كنيسة الحجاج
المقال الرئيسي: كنيسة سانتياغو (رونيسفاييس)
كنيسة قوطية صغيرة تعود للقرن الثالث عشر، تقع بجوار مخزن شارلمان. مبناها بسيط، ذو شكل مستطيل، يتكون من جزأين يشملان الحنية المستقيمة وسقفًا مقببًا بنظام تقاطع بسيط. الأعمدة ذات الأعمدة الأسطوانية تدعم السقف. في داخلها تمثال للقديس يعقوب (سانتياغو). الجدران الخارجية مبنية من حجارة غير منتظمة، دون دعامات، وبمدخل ذي قوس مدبب يعلوه رمز كريسمون.
استُخدمت ككنيسة أبرشية حتى القرن الثامن عشر. ثم تُركت دون إقامة شعائر دينية لفترة طويلة، حتى قام فلورينسيو أنسولياغا بترميمها في القرن العشرين، حيث فتح نافذة دائرية صغيرة فوق الباب.
رغم ما يُقال إن الجرس الموجود في برجها هو الجرس الأسطوري الذي كان يوجه الحجاج ليلًا أو وسط الضباب، والذي كان يعود إلى كنيسة سان سالفادور في ممر إيبانييتا، فإن ذلك غير صحيح. الجرس يحمل نقشين: "سان رومان" وتاريخ "1800".

### كنيسة الكلية الملكية سانتا ماريا
المقالة الرئيسية: الكلية الملكية لسانتا ماريا (رونسيسفاييس)
تُعد كنيسة الكلية سانتا ماريا أفخم مبنى في رونثيسفاييس وأفضل مثال على الطراز القوطي في نافارا، ليس فقط الطراز الفرنسي، بل القوطي الخالص المشابه لذلك الموجود في منطقة باريس المعروفة باسم جزيرة فرنسا. وتحتضن تمثالًا جميلًا للعذراء يعود للقرن الرابع عشر.
تم بناء الكنيسة الحالية بفضل سانشو القوي (1194–1234)، الذي اختارها كمكان لدفنه. لا توجد بيانات دقيقة عن تواريخ بناء الكنيسة، ولكن من المعروف أنها شُيدت في أوائل القرن الثالث عشر، بين عامي 1215 و1221.
تعرضت الكلية لأضرار كبيرة، خاصة بسبب عدة حرائق وقعت في أعوام 1445 و1468 و1626. في بداية القرن السابع عشر، أدى تدهورها وحالة شبه التخلي عنها إلى إعادة إعمارها، وهو ما شمل كامل مجمّع الكلية، خاصة الكنيسة والدير.تم إخفاء الطراز القوطي في الداخل ومنحه شكلاً باروكيًا، باستثناء الحنية والمقطع الذي يسبقها من صحن الكنيسة، حيث بقيت العناصر القوطية مرئية.

### كنيسة سان سالفادور دي إيبانييتا
المقال الرئيسي: كنيسة سان أوغستين (رونسيسفاييس)
تتخذ الكنيسة شكلًا مربعًا وتغطيها قبة من نوع "تيرسيليتيس" (bóveda de terceletes)، وتتميز بزخارف معقدة للعقود وعُقد قبو مزينة. القبة ترتكز على أربع مساند كبيرة الحجم تمثل ملائكة.
يظهر الجزء الخارجي ككتلة حجرية مكعبة الشكل، تعطي انطباعًا شبيهًا بالحصن؛ ولهذا تُعرف أحيانًا بـ"برج سان أوغستين". توجد دعامات في الزوايا تمتد حتى السقف الهرمي، مما يعزز البناء، الذي يرجع إلى القرن الرابع عشر. يتوسط الكنيسة قبر الملك سانشو السابع الملقب بـ"القوي".
كما توجد مجموعة من المنحوتات مرتبطة بأعمال دير كاتدرائية بنبلونة، ومنها تاجان زخرفيان يصوران "الخطيئة الأصلية" و"الطرد من الجنة"، ومن المرجح أنهما كانا جزءًا من الدير القوطي.

### كنيسة سان سالفادور دي إباينيتا
المقال الرئيسي: كنيسة سان سالفادور دي إباينيتا
تقع في ممر إباينيتا، وهي حالياً مبنى جديد بُني سنة 1964 في نفس المكان الذي وُجدت فيه، منذ القرن الحادي عشر، كنيسة صغيرة بنفس الاسم إلى جانب مستشفى ونُزل للحجاج.

### الآثار المدنية

#### نُزل الحجاج إيتسانديغيا
على بُعد حوالي مئة متر من كنيسة "سانكتي سبيريتوس"، عند حافة منخفض صغير من المراعي الخضراء، توجد مبنى يلفّه الغموض. كتب "دومينيكو لافي" أن الكنيسة الجنائزية كانت قريبة جدًا من مستشفى الحجاج. وقد وضعها في الغرب، ما يبدو متوافقًا مع موقع "إيتسانديغيا". «إنه مستشفى كبير وجميل، يمكن للحجاج الإقامة فيه ثلاثة أيام. يمكنهم الأكل والنوم، ويُعاملون فيه بشكل جيد جدًا».
المبنى هو بيت حجري كبير تبلغ أبعاده 32 × 12 مترًا. يتكوّن من صالة واحدة مقسّمة إلى ستة أقسام، وسقفه مدعوم بخمسة أقواس مدببة تستند إلى الجدران، التي ترتكز بدورها على عشرة دعامات، خمس على كل جانب. له مدخلان هما مدخل رئيسي واسع بما يكفي لمرور العربات، مواجه عكس رونثيسفاييس، مرفوع عن الأرض بنحو متر، وهو فرق في الارتفاع لم يكن موجودًا قبل بناء البيت الملاصق تقريبًا.ىالمدخل الآخر أصغر، موجود في الجانب الأيمن، ويوصل إلى الطابق الوحيد، الذي يُحتمل أنه كان يضم طابقًا علويًا في السابق.
المبنى مغلق تمامًا، باستثناء الضوء القليل الذي يدخل من خلال ست فتحات ضيقة وعمودية في أعلى الجدار الجنوبي. آخر عملية ترميم انتهت في عام 1993، خلال سنة خاكوبيو. معظم الدعامات الخارجية كانت قد اختفت، وكذلك أقواس القبو، وتمت "استعادتها على نموذج الأقواس الثلاثة التي بقيت محفوظة"، كما ذكر الأستاذان ميرندا وراميريث. لكن يبدو أن الأمر لم يكن كذلك، إذ تُظهر بعض الصور القديمة أن الهيكل القوطي الأصلي كان قد تم تغييره، ليتناسب مع استخدامات الحياة الريفية، حيث أُضيفت نوافذ واسعة، أبواب لأغراض مختلفة، وأقسام ملحقة. حتى الدعامات السميكة لم تكن موجودة.

### المتحف والمكتبة
يشغلان مبنى ملتصقًا ببيت الرئيس الديني، ويكوّنان معًا كتلة أفقية. يتكوّن من ثلاثة طوابق وعلّية صغيرة بها نوافذ دائرية. في الطابق الثاني توجد أقواس تستند إلى أعمدة مسننة.

### المكتبة
تضم أكثر من 15,000 مجلد في مختلف المواضيع، لكن تبرز بينها الكتب المتعلقة باللاهوت والفلسفة وتاريخ الكنيسة. تحتوي على مجلدات بلغات متعددة مثل العبرية، اليونانية، اللاتينية، الباسكية، وحتى الصينية. بعض القطع المهمة، مثل المخطوطة "لا بريثيوسا" (من القرن الرابع عشر)، معروضة في متحف الكوليخياتا.
لا تزال تحتفظ بقسم أرشيف تاريخي مهم، تم تشكيله على مدى ما يقارب تسعة قرون من وجود المستشفى، ويشمل مخطوطات، كتب إدارة، ووثائق تتعلق بالتاريخ الداخلي والتأثيرات الخارجية لحياة الرهبنة.

### المتحف
يقع في الطابق الأرضي من المبنى، ويضم عددًا كبيرًا من القطع الفنية المرتبطة بالكوليخياتا، تشمل نحتًا، رسمًا، أعمالًا معدنية فنية، بالإضافة إلى أثاث، سجاد، عملات، وكتب ذات قيمة بيبليوغرافية عالية. في قسم النحت، تبرز تمثال لامرأة جالسة يعود للعصر القوطي في القرن الرابع عشر، وتمثال للقديس ميخائيل يعود إلى الثلث الثاني من القرن السادس عشر. كما يحتوي على بعض النقوش والتماثيل التي كانت جزءًا من المذبح الرئيسي للكوليخياتا، والذي تم تنفيذه بين عامي 1618 و1624.
في قسم اللوحات، تبرز ثلاثية الصلب (من المدرسة الأوروبية الشمالية في القرن السادس عشر)، والتي أهدتها للكلية السيدة خيرونيما خيمينيث دي إيسبارثا سنة 1720، ويُعتقد أنها من أصل فلمنكي. كما توجد لوحة للعائلة المقدسة رسمها لويس دي موراليس، تشبه تلك الموجودة في كاتدرائية سالامانكا الجديدة. وتوجد أيضًا لوحة استشهاد القديس لورينثو، من الطراز الباروكي للنصف الأول من القرن السابع عشر، ولوحة أخرى تظهر يهوديت وهي تحمل رأس هولوفرنيس.
أما في قسم الأعمال الفضية، فيُبرز صندوق جميل من الفضة المذهبة، مغطى بزخارف دقيقة من الخيوط المعدنية، يعود تاريخه إلى الفترة ما بين 1274 و1328. ويوجد أيضًا صندوق آخر من الفضة المذهبة جزئيًا، يُعتقد أنه من القرن السادس عشر، وتكمن أهميته في أنه أعيد استخدام ميداليات ونقوش من العصور الوسطى في تصنيعه.
توجد أيضًا مجموعة من حاويات الذخائر، ومن أبرزها ما يُعرف باسم "شطرنج شارلمان"، وسُمّي بذلك بسبب تصميمه المشابه للرقعة. هذه القطعة تنتمي للفن القوطي في النصف الثاني من القرن الرابع عشر، وتتكون من قلب خشبي مغطى بألواح فضة مذهبة جزئيًا، ومزينة بمينا شفافة وزجاج.
وتوجد الزمردة الشهيرة المعروفة باسم "زمردة ميرامامولين"، والتي، وفقًا للأسطورة، هي نفسها التي انتزعها سانتشو السابع القوي من عمامة الملك المسلم في معركة نافاس دي تولوسا، وأُضيفت بعد ذلك كرمز إلى شعار مملكة نافارا. ويوجد أيضًا كتاب الأناجيل الذي كان يَقسم عليه ملوك نافارا، وهو عمل من فنون الصياغة الرومانية.

## الاحتفالات
توجد محبة كبيرة للعذراء في رونثسفاييس في جميع أنحاء جبال البرانس في نافارا. يُحتفل بيوم العذراء في رونثسفاييس، شفيعة البلدة، في 8 سبتمبر.
في أيام الآحاد والعطل خلال شهري مايو ويونيو، غالبًا ما تزور الرعايا من القرى والوديان المحيطة وحتى من بنبلونة المكان في رحلات دينية.
- 1 مايو: وادي أيثكوا وحي تشانتريا في بنبلونة

- الأحد الأول من مايو: فالكارلوس
- الأحد الثاني من مايو: وادي آرس وأوروس-بيتيليو (رحلة دينية مشتركة)
- الأحد الثالث من مايو: وادي إيرو
- الأحد الرابع من مايو: قرية إسبينال
- الأحد الخامس من مايو / الأحد الأول من يونيو: بورغيتي
- يونيو (يوم متغير): آويث
- الأربعاء السابق ليوم 8 سبتمبر، تقوم قرى نافارا السفلى برحلة دينية

## أنظر أيضًا
طريق سانتياغو
معركة رونساسفاييس
أنشودة رولدان

## روابط خارجية
Wikimedia Commons alberga una categoría multimedia sobre Roncesvalles.
Colegiata de Roncesvalles